# Dasydorylas gradus
Dasydorylas gradus är en tvåvingeart som beskrevs av Christian Kehlmaier 2005. Dasydorylas gradus ingår i släktet Dasydorylas och familjen ögonflugor.
Artens utbredningsområde är Israel. Inga underarter finns listade i Catalogue of Life.